# وین لونگ
وین لونگ (به لاتین: Vĩnh Long) یک شهر در ویتنام است که در استان وین لونگ واقع شده‌است.
این شهر در سال ۲۰۰۹ میلادی ۱۴۷٫۰۳۹ نفر جمعیت دارد.